# Besedni jezik
Besédni jêzik je za človeka temeljno sredstvo sporazumevanja, ki kot temeljno enoto uporablja besedo.
Pravila uporabe besednega jezika so zapisana v:
- slovarju, ki vsebuje razlago besed, ponazorjeno s primeri
- slovnici, ki vsebuje slovnična pravila, ki urejajo skladanje besed v višje enote
- pravopisu, ki vsebuje pravopisna pravila, ki nas učijo pravilnega pisanja besed in višjih enot
- pravorečju, ki vsebuje pravorečna pravila, ki nas učijo knjižnega izgovarjanja besed in višjih enot